# کوزیمو د مدیچی
کوزیمو دی جیوانی د مدیچی (ایتالیایی: Cosimo di Giovanni de' Medici؛ زاده ۲۷ سپتامبر ۱۳۸۹ – درگذشته ۱ اوت ۱۴۶۴) معروف به «بزرگ خاندان» (ایتالیایی: il Vecchio) و پس از مرگ معروف به «پدر ملت» (لاتین pater patriae) یک بانکدار و سیاستمدار ایتالیایی بود.
او اولین حاکم سلسله خاندان مدیچی بود که بیشتر دوره رنسانس و سده پانزدهم را بر فلورانس حکم راندند. با وجود آنکه نفوذ و قدرت او مطلق نبود؛ به عنوان نمونه، شورای قانونگذاری فلورانس در زمان او توسط ویسکونتی از میلان تحمل نشد. منشأ قدرت او، ثروتش به عنوان یک بانکدار و فعالیتش به عنوان یک حامی یادگیری هنر و معماری بود.

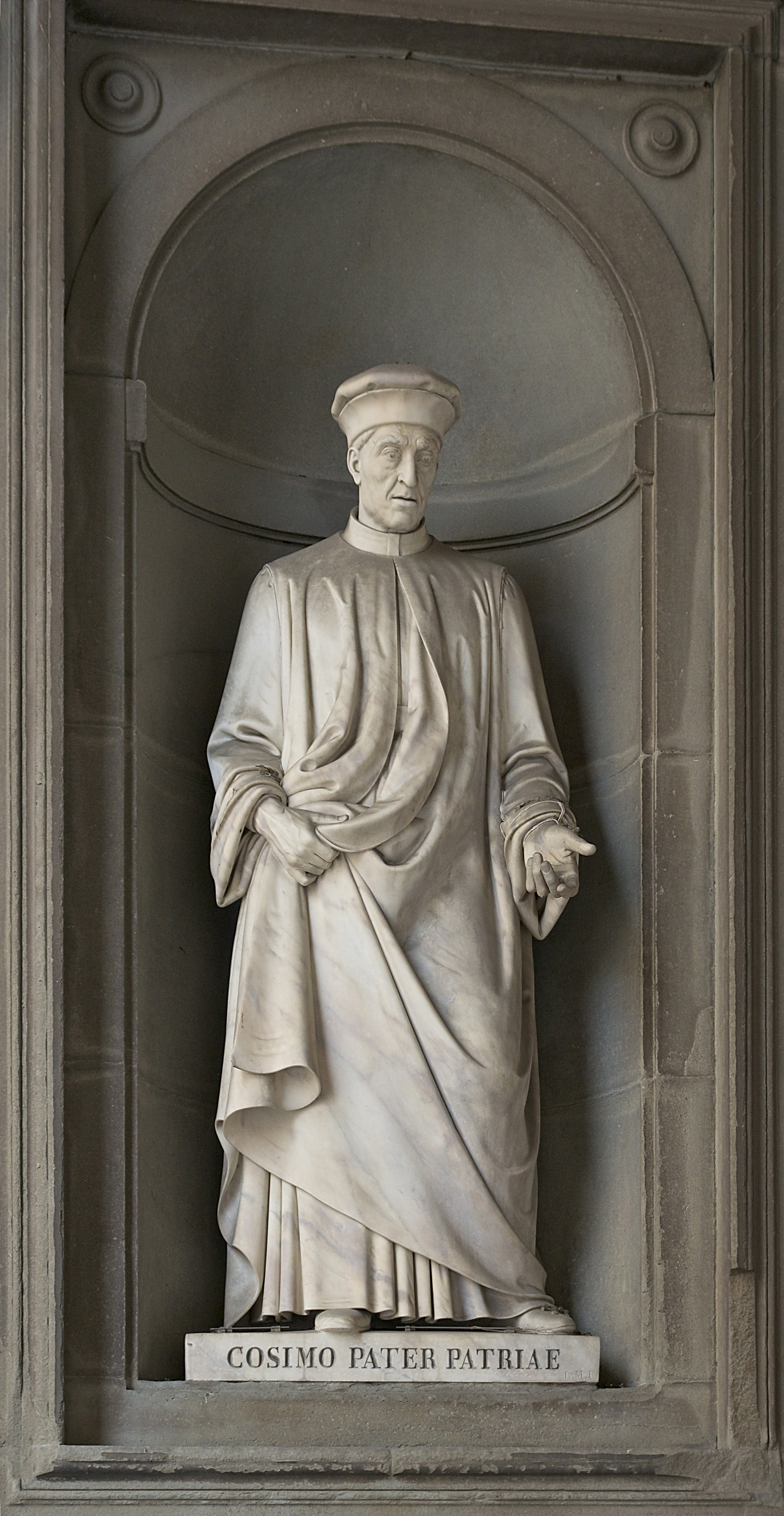
کازیمو پدر ملت، گالری یوفیزی، فلورانس.
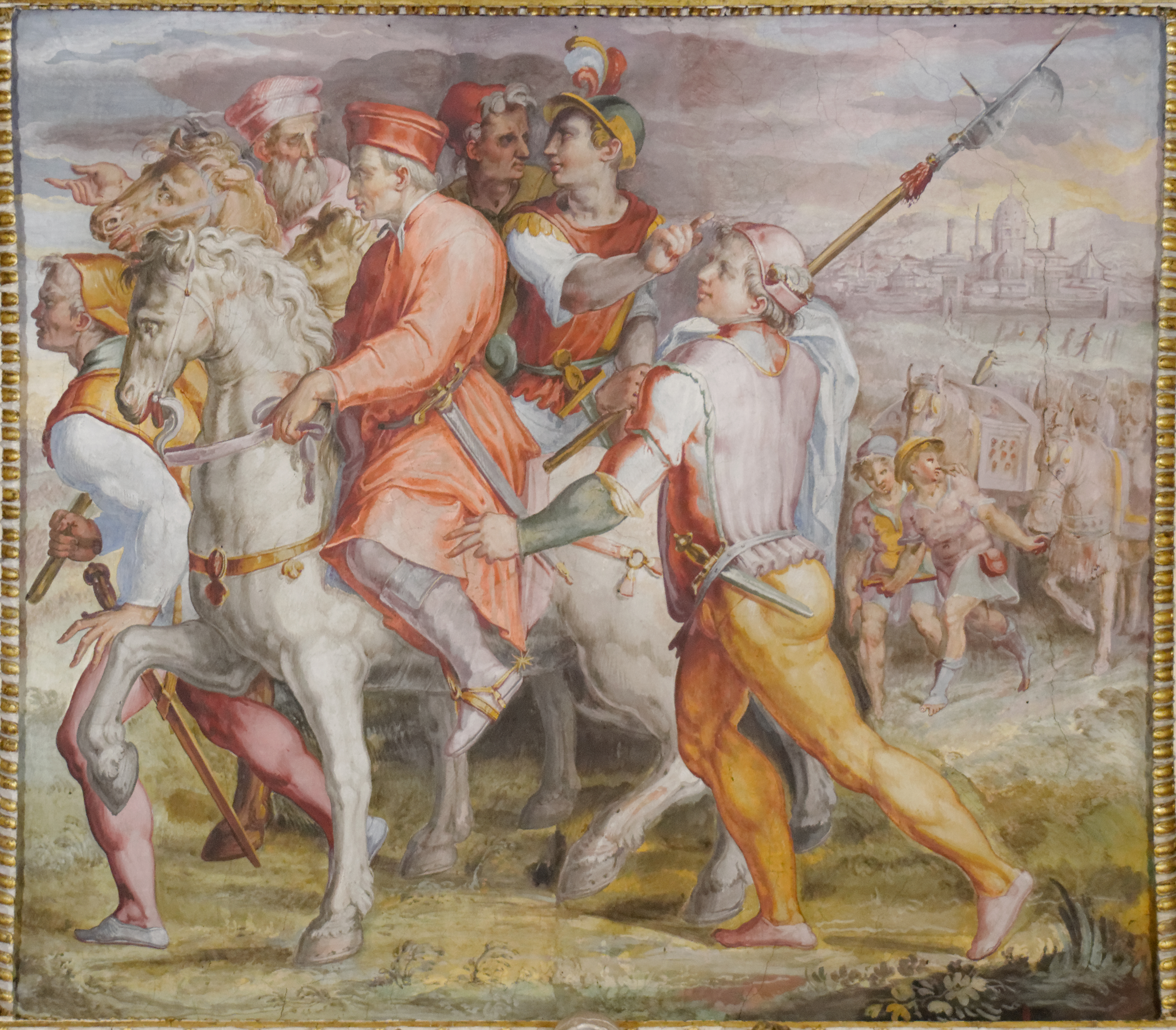
کازیمو به تبعید می‌رود، پالازو ویچیو.
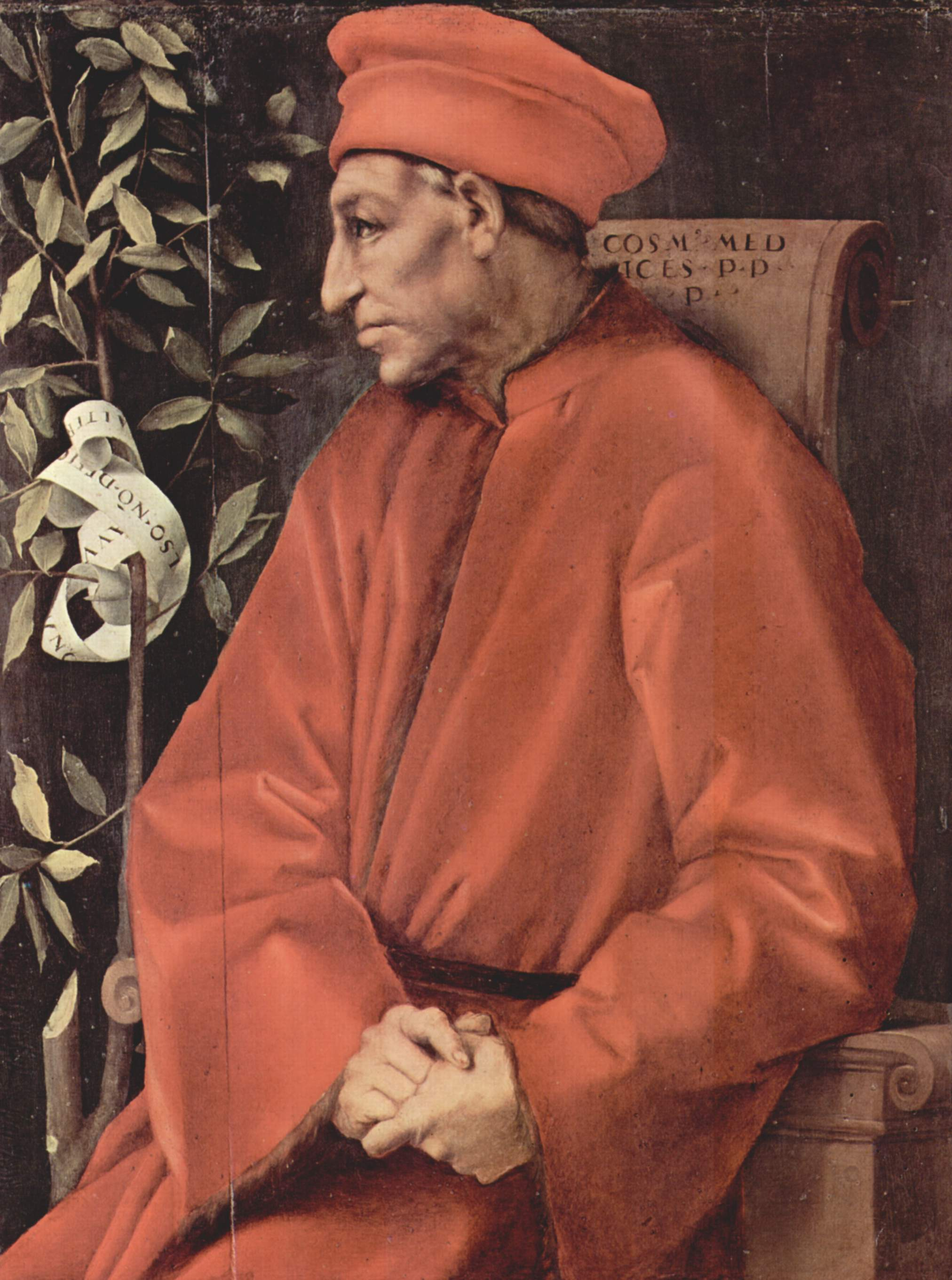
پرتره کازیمو اثر جاکوپو پونتورمو، شاخه برگ بو (il Broncone) نمادی بود که توسط جانشینانش مورد استفاده قرار می‌گرفت.